# Pozhar
Pozhar (Пожар o Fuego), cuya identidad civil es Mikhail Arkadin, es un personaje ficticio, creado para la editorial DC Comics, es un superhéroe ruso, creado para ser el rival soviético de Firestorm, el hombre nuclear, aunque fue creado como héroe, fue creado para ser un personaje antagónista. Apareció por primera vez en las páginas de Firestorm, el Hombre Nuclear Vol. 1 #62 (agosto de 1987), y fue creado por John Ostrander y Joe Brozowski.

## Biografía del personaje
Denisovitch Mikhail Arkadin es un técnico nuclear en la central nuclear de Chernóbil, planta generadora en Rusia. Tras un accidente en el reactor #4 su metagene se activó, además, está considerado en el Universo DC como una víctima rusa de la tragedia de Chernóbil.
Gran Zastrow, dirigente de los Red Shadows, llegó a la escena del accidente y donde llevó a Mikhail para convertirlo en el héroe soviético conocido como Pozhar. Firestorm se había enfrentado contra el mundo, cuando el héroe (a sugerencia de un enfermo terminal como lo fue en su momento el Profesor Stein) le exigió a los EE. UU. y a la Unión Soviética el destruir todas sus armas nucleares para llevar a cabo unas mejores relaciones diplomáticas y acabar la distensión entre ambas potencias luego de años de Guerra Fría. Después de enfrentarse con la Liga de la Justicia y a la mayor parte de sus enemigos, Firestorm se enfrenta a Pozhar en el desierto de Nevada, donde ambos son sorprendidos por una bomba atómica en el cual cayó sobre ambos. Cuando el humo se había despejado, un nuevo Firestorm se creó entre Raymond y Arkadin, pero controlando por parte del desencarnado amnésico profesor Stein.
Este nuevo Firestorm, (formado ahora por una matriz conformada por Ronnie Raymond/Mikhail Arkadin) nació un unevo ente, denominado, el "Fuego Elemental", un avatar del fuego, que compaginaba con el denominado avatar de lo verde, en este caso La Cosa del Pantano (siendo éste una planta elemental), haciendo que Firestorm se convirtiera en un defensor del medio ambiente. Posteriormente, el Profesor Stein ya no formaba parte de los compuestos en absoluto de la matriz y sería curado de su cáncer, por lo tanto, siguió desempeñando un papel como asesor. Con el fin de derrotar al monstruoso Brimstone, que amenaza con destruir el Sol, Firestorm logró dividirse en tres partes.  Luego de esta experiencia, Arkadin presumiblemente regresaría a su patria, sin sus poderes.
Denisovitch Mikhail Arkadin regresaría de nuevo como Pozhar (luego de haber recuperado sus poderes) en las páginas de la historieta de Firestorm el Hombre Nuclear Vol.3 # 27, (septiembre de 2006). Para el #29 Mikhail revelaría que recuperó sus poderes gracias a que había sido expuesto al plutonio liberado por una bomba.

### Los Nuevos 52/DC: Renacimiento
Con el reboot de la continuidad del Universo DC, ahora es conocido como el Profesor Mikhail Arkadin, y de nuevo posee la identidad de Pozhar, como se dio en el reciente volumen de Firestorm, el Hombre Nuclear ayudó al profesor Martin Stein a inventar los Protocolos para la matriz de Firestorm

## Poderes y habilidades
Pozhar puede alterar la densidad de su propio cuerpo, proyectar rayos de energía nuclear, volar a gran velocidad, y absorber la radiación en su cuerpo no agresiva. Según Firestorm Vol. 3 #29, Pozhar es un transformador de energía, no una batería de energía, como Firestorm o Firehawk, por lo que es incapaz de retener grandes almacenamientos de energía.
En resumen, la definición de los poderes de Pohzar son los siguientes:
- Control de densidad: Elementos vinculados a la Matriz de Firestorm tienen que ver con un control completo sobre las moléculas y como tal, puede cambiar la densidad de los sólidos, líquidos y gases pasado elementos ligeros como el hidrógeno a tan pesados como el uranio.

- Memoria eidética: También posee la llamada "Matriz de Recuperación de Memorias", elementos vinculados a la matriz de Firestorm en el cual puede acceder a la memoria de todos y cada uno de los seres que jamás se hayan fundido a la matriz. Nuevos elementos se pueden descargar automáticamente a la información superficial.

- Absorción de Energía: Junto a los elementos ya mencionados a la Matriz de Firestorm, puede absorber grandes cantidades de energía, así como ser capaz de absorber muchos tipos de diferentes clases de energía. Entre los más comunes, los elementos y las clases de energías se han asociado con la vida y al cuerpo humano, de los cuales son absorbidos. También puede absorber energía solar, como posible fuente de energía siendo utilizada como una "batería de emergencia" cuando parte de su energía elemental quedan inútiles.

- Proyección de energía: Junto a los elementos ya mencionados a la Matriz de Firestorm, puede proyectar grandes cantidades de diferentes clases de energía. De origen natural, la energía es proyectada por Firestorm, como "explosiones nucleares", sin embargo los elementos pueden proyectar una serie de diferentes cargas de energía a voluntad.

- Visión mejorada: También llamada la "Visión Quark", asociado a la Matriz de Firestorm, tiene acceso a una visión mejorada debido a su naturaleza nuclear. Diferentes visiones experimentadas se destaca, la visión de rayos X , Visión microscópica, y visión térmica.

- Vuelo controlado: Este elemento vinculado a la Matriz de Firestorm, le permiten volar por el cielo a velocidades increíbles. Al principio podía ser difícil alcanzar el vuelo a través de la naturaleza nuclear como Firestorm, aunque la mayoría podía domiarla rápidamente. Los poseedores de la matriz de Firestorm han llegado a registrar una velocidad de 965,606 km/h (600 mph); en teoría, podría volar mucho más rápido.

- Reconstrucción Molecular: Asociado a la Matriz de Firestorm, tiene la capacidad para crear a través de la reconstrucción molecular se sustancias o propiedades basadas en la materia y la antimateria, del cual se puede derivar las demás. Su "fusión atómica" o matriz debido a su "naturaleza nuclear" y siguiendo a la física nuclear de las partículas, la fusión de los dos usuarios en la matriz, crea energía psíquicas, así como sus propiedades físicas. Los usuarios que accedan a ser la base del cuerpo de Firestorm o a su matriz se denominan "elementales", ya que individualmente componen parte de la matriz. Los Firestorms pueden descomponer y volver reorganizar y reconstruir las partículas subatómicas, así como romper la estructura molecular de los elementos y reorganizarlos a su antojo. Para ello, debe conocer el elemento exacto elemental para simular al objeto creado o al ser humano o ser viviente que crea. La mayoría de los Firestorms no pueden afectar a los tejidos vivos, aunque es posible es muy inestable.

- Eliminación progresiva (intangibilidad): Los elementos vinculados a la Matriz de Firestorm también le permite puede eliminar sus cuerpos a través de objetos sólidos. Aunque tiene un control directo sobre la densidad de un objeto y que puede usar esta habilidad en sí mismos y sólo a sí mismos y poder afectar a los tejidos vivos cuando atraviesa los objetos.

- Enlace psíquico: A veces llamado el efecto de la "cabeza flotante", derivados del poder de la matriz de Firestorm, aparece sobre todo como una cabezas flotante, que representa una forma del vínculo psíquico con el otro ser humano u otro elemento que haga parte de la matriz. Ellos tienen la elección de como pueden ser representados, sin embargo, la matriz principal afecta por defecto la representación de una cabeza sin cuerpo. Incluso estando desconectado un elemento puede tener restos psíquicos latentes del usuario anterior.

- Regeneración molecular: Aunque es un poder mayor aún no probado, además de ser tanto una reacción como cambio de forma, es posible a través del resultado directo con la reconstrucción molecular; no obstante, los elementos de Firestorm se podrían regenerar grandes secciones de las propiedades físicas que quedaron fuera de lugar o fueron destruidas.

- Autosustentación: Otro más de los elementos ligados a la matriz de Firestorm es que pueden sobrevivir incluso en el espacio sin ayuda, y no necesita comer permitiéndole mantener la vida, además de que nunca realmente necesita de otro elemento para ser procesado o desglosado por sus cuerpos. Aunque los usuarios pueden sentir estas necesidades, y disfrutasen de la producción de tales funciones corporales realmente es innecesario.

- Resistencia Superhumana: Otro más de los elementos ligados a la matriz de Firestorm, puede también recibir una mayor cantidad de resistencia física y durabilidad. Puede sobrevivir a la resistencia del disparo de balas y heridas de arma blanca, así como al daño físico de explotar constantemente.

- Fuerza sobrehumana: Otro más de los elementos ligados a la matriz de Firestorm, es que puede recibir una grandiosa cantidad de fuerza física y masa muscular. Ciertos elementos pueden aprovechar el uso de esta energía y convertirla en grandes entidades descomunales, sin embargo tal fuerza puede ser muy destructiva para el huésped de la matriz y el contrincante si no se usa con moderación.

- Transformación de elementos: Otro más de los elementos ligados a la matriz de Firestorm, es que puede transformar a sus formas humanas "normales" en Firestorm, el hombre nuclear. Sin embargo, puede tomar cualquier forma que quiera como otras entidades; como por ejemplo, el Black Lantern Firestorm y el ser inestable conocido como Furia. Por otra parte, los elementos pueden transformar su cuerpo o partes del cuerpo a voluntad, con la concentración adecuada, y con un nivel desconocido de ciertas restricciones.

## Apariciones en otros medios
Mikhail Arkadin apareció en la serie de televisión Leyendas del mañana, en los episodios "Fail Safe" y "White Knights".